# Beta1 Capricorni
Beta1 Capricorni (β1 Cap) ist die hellere Komponente A des visuellen Doppelsterns Beta Capricorni im Sternbild Steinbock. Er hat eine scheinbare Helligkeit von 3,1 mag und seine Entfernung beträgt ca. 390 Lichtjahre.
Der Stern bewegt sich für Beobachter auf der Erde mit einer Eigenbewegung von etwa 44 Millibogensekunden/Jahr über den Himmel. Bei seiner Entfernung entspricht dies einer Geschwindigkeit von etwa 25 km/s, während er sich zusätzlich mit etwa 19 km/s auf uns zu bewegt. Im Raum bewegt sich der Stern demnach mit einer Geschwindigkeit von etwa 31 km/s relativ zu unserer Sonne.
Beta1 Capricorni ist ein spektroskopisches Mehrfachsystem aus wahrscheinlich vier Einzelsternen. Der Hauptstern Aa ist ein gelb-oranger Heller Riese mit 3,7-facher Masse und 31-fachem Durchmesser der Sonne. Er und ein etwas schwererer blau-weißer Hauptreihenstern Ab mit einer scheinbaren Helligkeit von 7,2 mag und von 4,2-facher Masse und 1,3-fachem Durchmesser der Sonne umrunden einander in etwa 3,8 Jahren. Der blau-weiße Stern ist darüber hinaus selbst noch ein enger Doppelstern aus den beiden Komponenten Ab1 und Ab2, die sich in etwa 8,7 Tagen umkreisen. Über die Komponente Ab2 ist sonst wenig bekannt. Noch ein vierter Stern von 8,3 mag Helligkeit, über den ebenfalls wenig bekannt ist, steht in etwas weiterem Abstand zu dem orangen Riesen.
Beta1 wird zusammen mit dem Stern Beta2 Capricorni auch mit dem Eigennamen „Dabih“ (von arabisch سعد الذابح, DMG saʿd aḏ-ḏābiḥ ‚Glück(sstern) des Schlachtenden‘) bezeichnet. Zur Unterscheidung von diesem wird er auch „Dabih Major“ genannt. Nach dem „IAU Catalog of Star Names“ der Working Group on Star Names (WGSN) der IAU zur Standardisierung von Sternnamen wurde der Name in der Form „Dabih“ 2016 nur noch dem helleren Beta1 Capricorni zugewiesen.